# Confederació d'Associacions de Futbol Independents
La Confederació d'Associacions de Futbol Independents (Confederation of Independent Football Associations, ConIFA en anglès) és una federació d'associacions de futbol, establerta en 2013, amb base a Luleå, Suècia. Es compon dels equips que representen a les nacions, les dependències, els estats no reconeguts, les minories, els pobles sense estat, les regions i les micronacions no afiliades a la FIFA.

## Tornejos ConIFA
- Copa del Món de Futbol ConIFA
- Copa d'Europa de Futbol ConIFA

## Membres
A Juliol 2020
| Europa (31) - Abkhàzia - Alta Hongria - Armènia Otomana - Cameria - Comtat de Niça - Cornualla - Crimea - Délvidék - Elba - Francònia - Groenlàndia - Illa de Man - Lapònia - Lazistán - Luhansk - Mònaco - Occitània - Ossètia del Sud - Padània - Parròquies de Jersey - Rècia - República d'Artsakh - República Popular de Donetsk - Romanís - Sardenya - Székely - Terres d'Escània - Transcarpàcia - Transnístria - Xipre del Nord - Yorkshire | Àsia (12) - Arameus - Coreans Units al Japó - Karen - Kurdistan - Lesguians - Panjab - Papua Occidental - Rohingya - Ryūkyū - Tamil Eelam - Tibet - Uiguristan Àfrica (9) - Barawa - Barotselàndia - Darfur - Matabelelàndia - Cabília - Sàhara Occidental - Somalilàndia - Txagos - Zanzíbar | les Amèriques (4) - Cascàdia - Maputxes - Quebec - Rapa Nui Oceania (4) - Hawaii - Kiribati - Tuvalu - Mariya |